# Masato Sakai
Masato Sakai, född 6 juni 1995 Yanagawa i Japan, är en japansk simmare. Vid de olympiska simtävlingarna i Rio de Janeiro 2016 vann han silver på 200 meter fjärilsim. I finalen låg Sakai på sjätte plats när 50 meter återstod men gick i mål endast 0,04 sekunder efter vinnaren Michael Phelps från USA.